# ريان بدر
ريان بدر (/ˈbeɪdər/ BAY-dər؛ مواليد 7 يونيو 1983) هو مُقاتل فنون قتالية مختلطة موقّع حاليًا مع منظمة بيلاتور حيث يُعد بطل بيلاتور للوزن الثقيل الحالي في سلسلة متواصلة هي الأطول بين أبطال بيلاتور. وهو أيضًا بطل بيلاتور لوزن خفيف الثقيل السابق وبطولة بيلاتور العالمية للوزن الثقيل 2018. في بيلاتور 214، أصبح بدر أول مقاتل في تاريخ بيلاتور يصبح بطلًا في فئتين للوزن في وقت واحد. قبل التوقيع مع بيلاتور، نافس بدر في يو إف سي في فئة الوزن الخفيف الثقيل وكان أحد أعضاء فريق التمثيل والفائز في المقاتل النهائي: فريق نوغيرا ضد فريق مير.

## الخلفية والمسيرة

### بيلاتور (2017–الآن)

#### 2024
واجه بدر بطل بي إف إل للوزن الثقيل لعام 2023 رينان فيريرا في قتال من ثلاث جولات غير متعلق باللقب في حدث بي إف إل ضد بيلاتور، في 24 فبراير 2024. خسر النزال بالضربة القاضية بعد واحد وعشرين ثانية فقط من الجولة الأولى.

## حياته الشخصية
بدر وزوجته ديزي لديهما ولدان وبنت.

## البطولات والإنجازات

### فنون القتال المختلطة
- بيلاتور
  -  بطولة بيلاتور العالمية للوزن الثقيل (مرة واحدة؛ الحالي)
    - ثلاث دفاعات ناجحة عن اللقب
    - أنجح دفاعات متتالية عن لقب الوزن الثقيل في تاريخ بيلاتور (3)

  -  بطولة بيلاتور العالمية لوزن خفيف الثقيل (مرة واحدة؛ السابق)
    - دفاع ناجح عن اللقب

  - الفائز بجائزة بيلاتور العالمية الكبرى للوزن الثقيل في بطولة فنون القتال المختلطة
  - ثاني بطل في وزنين في تاريخ بطولة بيلاتور[9]
  - أول بطل في وزنين متزامنين في تاريخ بطولة بيلاتور[10]
  - المقاتل الوحيد في تاريخ بيلاتور الذي دافع عن ألقابه في فئتين وزنية[10]
- يو إف سي
  - الفائز ببطولة المقاتل النهائي 8 لوزن خفيف الثقيل
  - أفضل إخضاع في الليلة (مرة واحدة) ضد فلاديمير ماتيوشينكو[11]
  - أداء الليلة (مرة واحدة) ضد إلير لطيفي[12]
  - بالمشاركة مع (أوفينس سينت برويس) ثالث أكبر عدد من الانتصارات في تاريخ فئة وزن خفيف الثقيل في يو إف سي (15)[13]
  - بالمشاركة مع (رشاد إيفانز & يان بلاهوفيتش) خامس أكثر عدد من النزالات في تاريخ فئة وزن خفيف الثقيل في يو إف سي (20)[13]
  - ثاني أكبر عدد من الانتصارات في تاريخ فئة وزن خفيف الثقيل في يو إف سي (9)[13]
  - جوائز النصف الأول من عام 2012: أكبر مفاجأة في النصف الأول من عام 2012 ضد كوينتون جاكسون[14]

## سجل فنون القتال المختلطة
| السجل المهني |        |         |
| 40 نزال      | 31 فوز | 8 خسارة |
| ضربة قاضية   | 13     | 6       |
| إخضاع        | 3      | 2       |
| قرار القضاة  | 15     | 0       |
| بدون قرار    | 1      | 1       |

| النتيجة | السجل    | الخصم                  | الطريقة                               | الحدث                                          | التاريخ         | الجولة | الوقت | المكان                                      | الملاحظات |
| ------- | -------- | ---------------------- | ------------------------------------- | ---------------------------------------------- | --------------- | ------ | ----- | ------------------------------------------- | --- |
| خسر     | 31–8 (1) | رينان فيريرا           | ضربة فنية قاضية (باللكمات)            | بي إف إل ضد بيلاتور                            | 24 فبراير 2024  | 1      | 0:21  | الرياض، السعودية                            | على لقب السوبر «بي إف إل ضد بيلاتور بطل الأبطال» .                                                                                                |
| فاز     | 31–7 (1) | فيدور إميليانينكو      | ضربة فنية قاضية (باللكمات)            | بيلاتور 290                                    | 4 فبراير 2023   | 1      | 2:30  | إنغليووود، كاليفورنيا، الولايات المتحدة     | دافع عن بطولة بيلاتور العالمية للوزن الثقيل. |
| فاز     | 30–7 (1) | شيخ كونغو              | قرار القضاة (بالإجماع)                | بيلاتور 280                                    | 6 مايو 2022     | 5      | 5:00  | باريس، فرنسا                                | دافع عن لقب بطولة العالم للوزن الثقيل بيلاتور. حطم الرقم القياسي لأكبر عدد من الدفاعات المتتالية عن لقب بطولة العالم للوزن الثقيل في بيلاتور (2). |
| فاز     | 29–7 (1) | فالنتين مولدافسكي      | قرار القضاة (بالإجماع)                | بيلاتور 273                                    | 29 يناير 2022   | 5      | 5:00  | فينيكس، أريزونا، الولايات المتحدة           | دافع عن بطولة بيلاتور العالمية للوزن الثقيل ووحدها.                                                                                               |
| خسر     | 28–7 (1) | كوري أندرسون           | ضربة فنية قاضية (باللكمات)            | بيلاتور 268                                    | 16 أكتوبر 2021  | 1      | 0:51  | فينيكس، أريزونا، الولايات المتحدة           | نصف نهائي بطولة بيلاتور العالمية لوزن خفيف الثقيل.                                                                                                |
| فاز     | 28–6 (1) | ليوتو ماتشيدا          | قرار القضاة (بالإجماع)                | بيلاتور 256                                    | 9 أبريل 2021    | 5      | 5:00  | أونكاسفيل، كونيتيكت، الولايات المتحدة       | ربع نهائي بطولة بيلاتور العالمية لوزن خفيف الثقيل.                                                                                                |
| خسر     | 27–6 (1) | فاديم نيمكوف           | ضربة فنية قاضية (ركلة الرأس واللكمات) | بيلاتور 244                                    | 21 أغسطس 2020   | 2      | 3:02  | أونكاسفيل، كونيتيكت، الولايات المتحدة       | خسر بطولة بيلاتور العالمية لوزن خفيف الثقيل. |
| ب.ف     | 27–5 (1) | شيخ كونغو              | بدون فائز (وخزة العين العرضية)        | بيلاتور 226                                    | 7 سبتمبر 2019   | 1      | 3:52  | سان خوسيه، كاليفورنيا، الولايات المتحدة     | احتفظ ببطولة بيلاتور العالمية للوزن الثقيل. لكن ضربة العين العرضية جعلت كونغو غير قادر على الاستمرار.                                             |
| فاز     | 27–5     | فيدور إميليانينكو      | ضربة فنية قاضية (باللكمات)            | بيلاتور 214                                    | 26 يناير 2019   | 1      | 0:35  | إنغليووود، كاليفورنيا، الولايات المتحدة     | فاز ببطولة بيلاتور العالمية للوزن الثقيل الكبرى وبطولة بيلاتور العالمية للوزن الثقيل الشاغر.                                                      |
| فاز     | 26–5     | مات ميتريون            | قرار القضاة (بالإجماع)                | بيلاتور 207                                    | 12 أكتوبر 2018  | 3      | 5:00  | أونكاسفيل، كونيتيكت، الولايات المتحدة       | نصف نهائي جائزة بيلاتور العالمية للوزن الثقيل. |
| فاز     | 25–5     | محمد لاوال             | ضربة فنية قاضية (باللكمات)            | بيلاتور 199                                    | 12 مايو 2018    | 1      | 0:15  | سان خوسيه، كاليفورنيا، الولايات المتحدة     | الظهور الأول في الوزن الثقيل. ربع نهائي بطولة بيلاتور العالمية للوزن الثقيل.                                                                      |
| فاز     | 24–5     | لينتون فازيل           | ضربة فنية قاضية (باللكمات)            | بيلاتور 186                                    | 3 نوفمبر 2017   | 2      | 3:58  | يونيفرستي بارك، بنسلفانيا، الولايات المتحدة | دافع عن بطولة بيلاتور العالمية لوزن خفيف الثقيل.                                                                                                  |
| فاز     | 23–5     | فيل ديفيس              | قرار القضاة (بالانقسام)               | بيلاتور 180                                    | 24 يونيو 2017   | 5      | 5:00  | مدينة نيويورك، نيويورك، الولايات المتحدة    | فاز ببطولة بيلاتور العالمية لوزن خفيف الثقيل. |
| فاز     | 22–5     | أنطونيو روجيريو نوغيرا | ضربة فنية قاضية (باللكمات)            | يو إف سي ليلة القتال: بدر ضد نوغيرا 2          | نوفمبر 19, 2016 | 3      | 3:51  | ساو باولو، البرازيل                         | |
| فاز     | 21–5     | إلير لطيفي             | ضربة قاضية (بالركبة)                  | يو إف سي ليلة القتال: أرلوفسكي ضد بارنيت       | 3 سبتمبر 2016   | 2      | 2:06  | هامبورغ، ألمانيا                            | أداء الليلة. |
| خسر     | 20–5     | أنتوني جونسون          | ضربة قاضية (باللكمات)                 | يو إف سي على فوكس: جونسون ضد بدر               | 30 يناير 2016   | 1      | 1:26  | نيوآرك، نيو جيرسي، الولايات المتحدة         | |
| فاز     | 20–4     | رشاد إيفانز            | قرار القضاة (بالإجماع)                | يو إف سي 192                                   | 3 أكتوبر 2015   | 3      | 5:00  | هيوستن، تكساس، الولايات المتحدة             | |
| فاز     | 19–4     | فيل ديفيس              | قرار القضاة (بالانقسام)               | يو إف سي على فوكس: غوستافسون ضد جونسون         | 24 يناير 2015   | 3      | 5:00  | ستوكهولم، السويد                            | |
| فاز     | 18–4     | أوفينس سينت برويس      | قرار القضاة (بالإجماع)                | يو إف سي ليلة القتال: بدر ضد سانت بريوكس       | 16 أغسطس 2014   | 5      | 5:00  | بانجور، مين، الولايات المتحدة               | |
| فاز     | 17–4     | رافائيل كافالكانتي     | قرار القضاة (بالإجماع)                | يو إف سي 174                                   | 14 يونيو 2014   | 3      | 5:00  | فانكوفر، كولومبيا البريطانية، كندا          | |
| فاز     | 16–4     | أنتوني بيروش           | قرار القضاة (بالإجماع)                | يو إف سي ليلة القتال: هنت ضد بيغ فوت           | 7 ديسمبر 2013   | 3      | 5:00  | بريزبان، أستراليا                           | |
| خسر     | 15–4     | غلوفر تيكسيرا          | ضربة فنية قاضية (باللكمات)            | يو إف سي ليلة القتال: تيكسيرا ضد بدر           | 4 سبتمبر 2013   | 1      | 2:55  | بيلو هوريزونتي، البرازيل                    | |
| فاز     | 15–3     | فلاديمير ماتيوشينكو    | إخضاع (خنق المقصلة)                   | يو إف سي على فوكس: جونسون ضد دودسون            | 26 يناير 2013   | 1      | 0:50  | شيكاغو، إلينوي، الولايات المتحدة            | أفضل إخضاع في الليلة. |
| خسر     | 14–3     | ليوتو ماتشيدا          | ضربة قاضية (يلكمة)                    | يو إف سي على فوكس: شوغون ضد فيرا               | 4 أغسطس 2012    | 2      | 1:32  | لوس أنجلوس، كاليفورنيا، الولايات المتحدة    | |
| فاز     | 14–2     | كوينتون جاكسون         | قرار القضاة (بالإجماع)                | يو إف سي 144                                   | 26 فبراير 2012  | 3      | 5:00  | سايتاما، اليابان                            | نزال في وزن غير محدد (211 رطل)؛ جاكسون أخفق بالوزن.                                                                                               |
| فاز     | 13–2     | جيسون بريلز            | ضربة قاضية (يلكمة)                    | يو إف سي 139                                   | 19 نوفمبر 2011  | 1      | 1:17  | سان خوسيه، كاليفورنيا، الولايات المتحدة     | |
| خسر     | 12–2     | تيتو أورتيز            | إخضاع (خنق المقصلة)                   | يو إف سي 132                                   | 2 يوليو 2011    | 1      | 1:56  | لاس فيغاس، نيفادا، الولايات المتحدة         | |
| خسر     | 12–1     | جون جونز               | إخضاع (خنق المقصلة)                   | يو إف سي 126                                   | 5 فبراير 2011   | 2      | 4:20  | لاس فيغاس، نيفادا، الولايات المتحدة         | |
| فاز     | 12–0     | أنطونيو روجيريو نوغيرا | قرار القضاة (بالإجماع)                | يو إف سي 119                                   | 25 سبتمبر 2010  | 3      | 5:00  | إنديانابوليس، إنديانا، الولايات المتحدة     | |
| فاز     | 11–0     | كيث جاردين             | ضربة قاضية (بالركبة الطائرة واللكمة)  | يو إف سي 110                                   | 21 فبراير 2010  | 3      | 2:10  | سيدني، أستراليا                             | |
| فاز     | 10–0     | اريك شيفر              | قرار القضاة (بالإجماع)                | يو إف سي 104                                   | 24 أكتوبر 2009  | 3      | 5:00  | لوس أنجلوس، كاليفورنيا، الولايات المتحدة    | |
| فاز     | 9–0      | كارميلو ماريرو         | قرار القضاة (بالإجماع)                | يو إف سي ليلة القتال: كونديت ضد كامبمان        | 1 أبريل 2009    | 3      | 5:00  | ناشفيل، تينيسي، الولايات المتحدة            | |
| فاز     | 8–0      | فيني ماجالهايس         | ضربة فنية قاضية (باللكمات)            | المقاتل النهائي: نهائي فريق نوغيرا ضد فريق مير | 13 ديسمبر 2008  | 1      | 2:18  | لاس فيغاس، نيفادا، الولايات المتحدة         | فاز بالمقاتل النهائي 8 بطولة وزن خفيف الثقيل. |
| فاز     | 7–0      | باكلي أكوستا           | إخضاع (خنق مثلث الذراع)               | إكس سي سي 6: التهديد الغربي                    | 5 أبريل 2008    | 1      | 0:47  | رينو، نيفادا، الولايات المتحدة              | |
| فاز     | 6–0      | براد بيترسون           | قرار القضاة (بالإجماع)                | آي إف أو: الألعاب النارية في القفص الرابع      | 28 ديسمبر 2007  | 3      | 5:00  | لاس فيغاس، نيفادا، الولايات المتحدة         | |
| فاز     | 5–0      | أوليسيس كورتيز         | ضربة قاضية (سوبلكس واللكمات)          | إس إي: فالي تودو                               | 27 أكتوبر 2007  | 1      | غ/م   | المكسيك                                     | |
| فاز     | 4–0      | ديكي تشافيز            | ضربة فنية قاضية (باللكمات)            | كيه أو تي سي: لا يمكن إيقافها                  | 15 سبتمبر 2007  | 1      | 0:41  | سان كارلوس، أريزونا، الولايات المتحدة       | |
| فاز     | 3–0      | تيم بيكوك              | ضربة فنية قاضية (باللكمات)            | دبليو إف سي: معركة في الصخور الحمراء           | 9 يونيو 2007    | 2      | 2:50  | كامب فيردي، أريزونا، الولايات المتحدة       | |
| فاز     | 2–0      | ديفيد باجيت            | إخضاع (خنق خلفي عاري)                 | أرض الاختبار 1                                 | 12 مايو 2007    | 1      | غ/م   | جزر كايمان                                  | |
| فاز     | 1–0      | ديف كوفيلو             | ضربة فنية قاضية (الخضوع للكمات)       | رينو كومباتس: الجحيم 2                         | 31 مارس 2007    | 1      | 2:21  | كامب فيردي، أريزونا، الولايات المتحدة       | |

| السجل الاستعراضي |       |         |
| 3 نزال           | 3 فوز | 0 خسارة |
| بالضربة القاضية  | 1     | 0       |
| بالإخضاع         | 1     | 0       |
| بقرار الحكام     | 1     | 0       |

| النتيجة | السجل | الخصم          | الطريقة                 | الحدث                                    | التاريخ                    | الجولة | الوقت | المكان                              | الملاحظات                              |
| ------- | ----- | -------------- | ----------------------- | ---------------------------------------- | -------------------------- | ------ | ----- | ----------------------------------- | -------------------------------------- |
| فاز     | 3–0   | ألين مارشال    | قرار القضاة (بالإجماع)  | المقاتل النهائي: فريق نوغيرا ضد فريق مير | 25 يونيو 2008 (تاريخ البث) | 2      | 5:00  | لاس فيغاس، نيفادا، الولايات المتحدة | نصف النهائي المقاتل النهائي 8.         |
| فاز     | 2–0   | توم لولور      | ضربة قاضية (يلكمة)      | المقاتل النهائي: فريق نوغيرا ضد فريق مير | 28 مايو 2008 (تاريخ البث)  | 1      | 3:44  | لاس فيغاس، نيفادا، الولايات المتحدة | ربع النهائي المقاتل النهائي 8.         |
| فاز     | 1–0   | كايل كينغزبيري | إخضاع (خنق مثلث الذراع) | المقاتل النهائي: فريق نوغيرا ضد فريق مير | 21 مايو 2008 (تاريخ البث)  | 2      | 1:33  | لاس فيغاس، نيفادا، الولايات المتحدة | الجولة التمهيدية من المقاتل النهائي 8. |

## نزالات الدفع مقابل المشاهدة
| #  | الحدث               | القتال        | التاريخ        | المكان             | المدينة          | المبلغ  |
| -- | ------------------- | ------------- | -------------- | ------------------ | ---------------- | ------- |
| 1. | بي إف إل ضد بيلاتور | فيريرا ضد بدر | 24 فبراير 2024 | ملعب المملكة أرينا | الرياض، السعودية | لم يُكشف |

## وصلات خارجية
- ريان بدر على موقع يو إف سي (الإنجليزية)
- ريان بدر على موقع بيلاتور (الإنجليزية)
- ريان بدر على موقع شيردوغ (الإنجليزية)
- ريان بدر على موقع Tapology.com (الإنجليزية)
- ريان بدر على موقع فايت ماتريكس (الإنجليزية)
- ريان بدر على موقع إي إس بي إن (الإنجليزية)
- ريان بدر على موقع IMDb (الإنجليزية)
- ريان بدر على موقع قاعدة بيانات الفيلم (الإنجليزية)